# Sophrone II de Constantinople

Sophrone V de Jérusalem puis Sophrone II de Constantinople (en grec Σωφρόνιος E' Ιεροσολύμων, Σωφρόνιος Β' Κωνσταντινουπόλεως), né à Kilis, mort en 1780, fut patriarche orthodoxe de Jérusalem du 28 avril 1770 au 4 janvier 1775 et puis patriarche de Constantinople du 24 décembre 1774 au 8 octobre 1780.